# DJ Mad Dog
 DJ Mad Dog (pseudoniem van Filippo Calcagni; Rome, 2 november 1980) is een Italiaanse Hardcore DJ en producer. Hij geniet internationale bekendheid binnen de hardcore-scene.
Filippo begon zijn carrière in 1995, toen hij samen met twee goede vrienden (een DJ, en een MC) de groep; Hardcore Terrorists vormde. Met deze formatie boekte hij in Italië, en vooral in zijn geboorteplaats Rome grote successen. In 1997 begon Filippo samen met bevriende DJ's om Hardcore feesten te organiseren in Rome, om de bekendheid van de scene daar te verbeteren. In dit jaar brengt Filippo in samenwerking met anderen zijn eerste plaat uit op Traxtorm Records.
Het jaar 1998 was een mijlpaal voor zowel Filippo als de Hardcore scene in Rome. In dit jaar vond het grootste Hardcore feest plaats dat Rome tot dan toe had gezien. Tijdens de Pronto Soccorso Rave waren meer dan 3500 gabbers aanwezig, een ongekend aantal voor Rome. Dankzij dit succes kreeg Filippo samen met andere DJ's een eigen radio show.
In de zomer van 2000 besloot Filippo dat hij zich volledig wilde toeleggen op het produceren van Hardcore nummers, en dat hij geen tijd had voor de taken van het organiseren van feesten. Hij stapte uit de Hardcore Terrorists, en begon zijn solo-project: DJ Mad Dog.
In 2011 bracht hij onder deze naam zijn eerste solo-album uit: A Night Of Madness op Traxtorm Records.